# 酿酒中的酵母

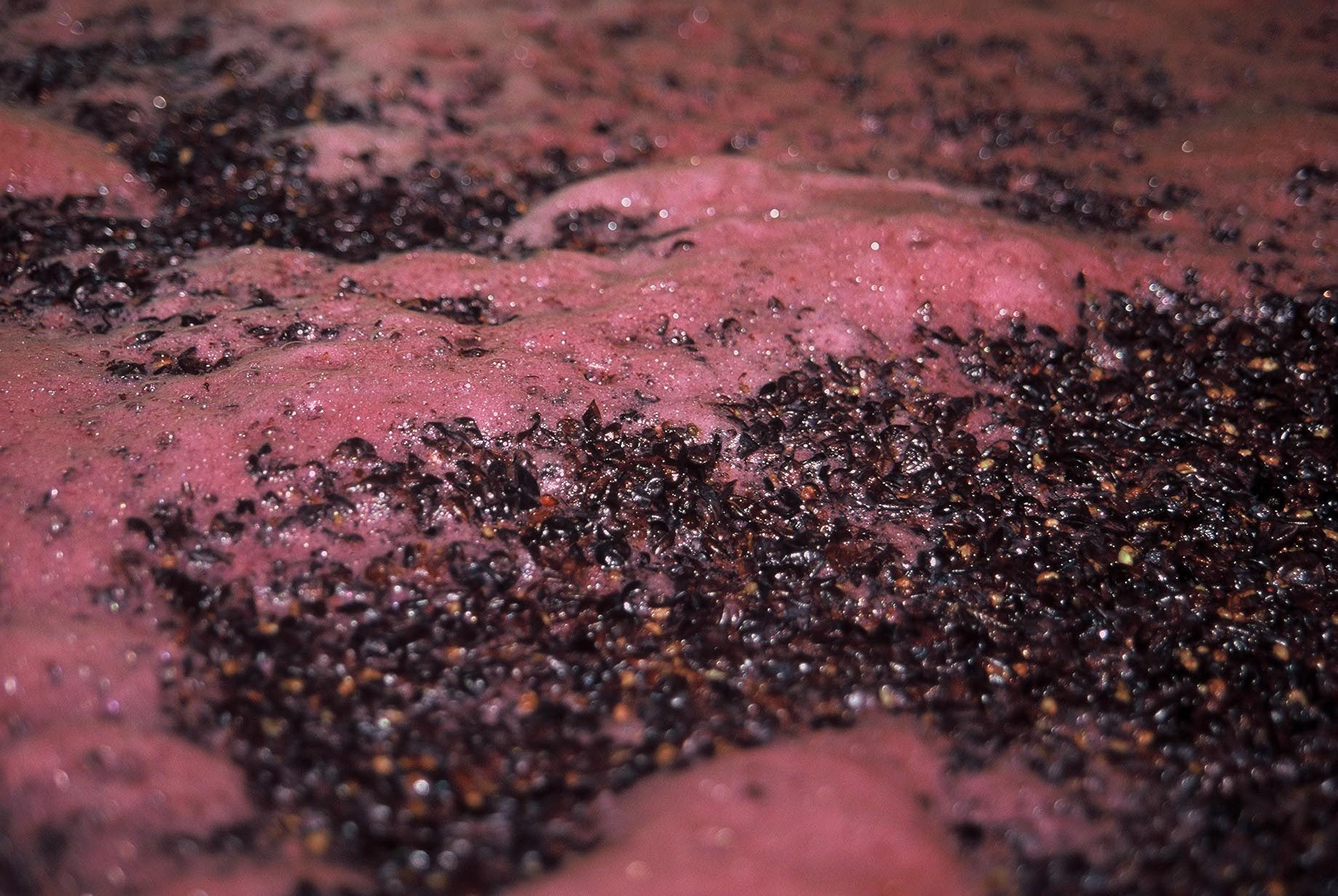
酵母菌發酵黑比諾葡萄的葡萄漿製酒時，產生二氧化碳的氣泡

酵母在酿酒中有重要作用，是区别葡萄酒和葡萄汁的重要因素。在無氧的情况下，酵母通过发酵将葡萄的糖分转化为酒精和二氧化碳。葡萄中的糖分越多，葡萄酒的潜在酒精含量就越高。有时酿酒师会提前停止发酵，以便在葡萄酒中留下一些残余的糖分和甜味，如甜酒。这時可以将温度降低使得酵母不再活跃。如果发酵无意中停止，此時會被认为是出現了發酵停滯。

## 酵母種類

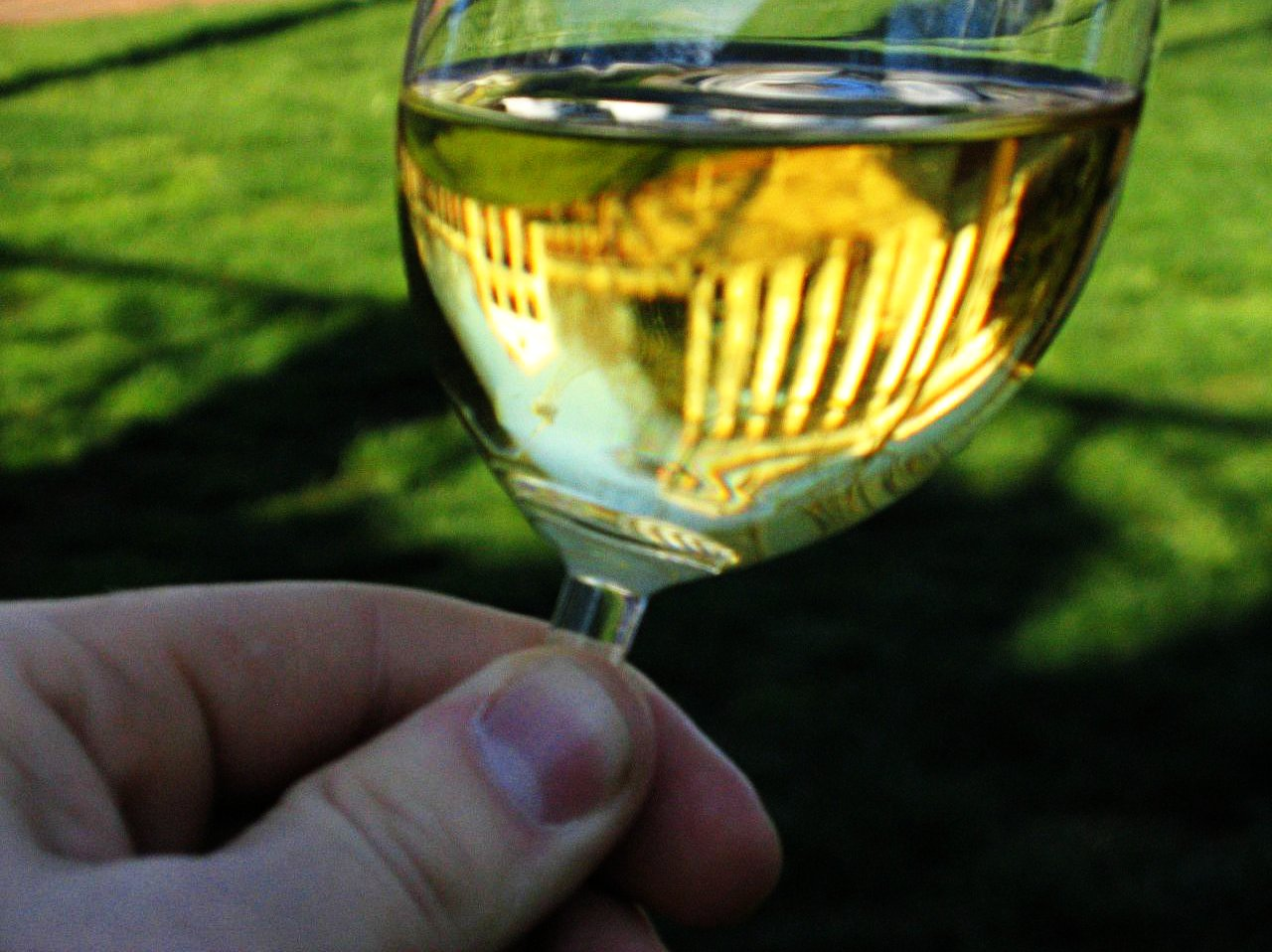
當夏多內葡萄酒因含有太多丁二酮而帶有奶油味時，釀酒師可能加入更多酵母，將丁二酮還原成無味的2,3-丁二醇

最常用於釀酒的酵母種類是釀酒酵母，其發酵能力強且易於預測，並能在酸性、酒精與二氧化硫濃度高的環境生長。通常釀酒時有不只一種酵母菌參與，許多葡萄會自帶有孢漢遜酵母屬與念珠菌屬的酵母菌，但當酒精濃度超過約15%時，這些酵母菌會因無法耐受酒精而死亡，而由酵母屬的酵母菌繼續進行發酵，例如貝酵母在酒精濃度17%至20%的環境仍能生長。另一類群的酵母菌酒香酵母有時被視為危害酒的品質，有時被認為對酒提供了特殊風味。其他常參與釀酒的酵母菌還包括酵母屬的巴氏酵母與葡萄汁酵母等，以及類酵母屬、裂殖酵母屬、接合酵母屬以及金黃擔子菌屬的類群。

## 產物

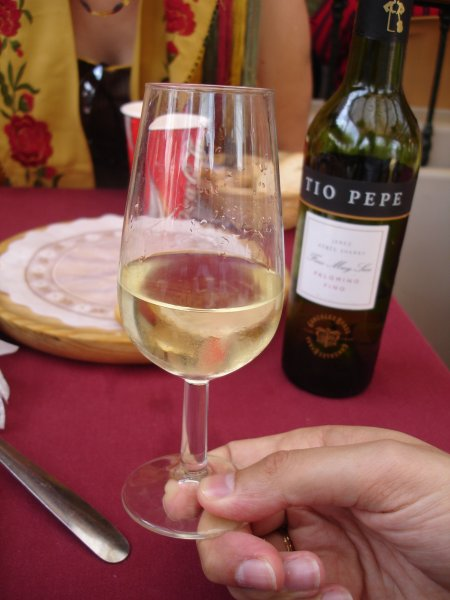
西班牙雪利酒因乙醛含量較高而具特殊風味

酵母菌釀酒時的副產物包括甘油、甲醇、雜醇油、琥珀酸、乙酸、乙醛、硫化氫與丙酮酸等，影響酒的氣味與顏色。